# Goleši Žumberački
Goleši Žumberački is een plaats in de gemeente Ozalj in de Kroatische provincie Karlovac. De plaats telt 4 inwoners (2001).